# Shine So Hard
Shine So Hard — мініальбом англійської групи Echo & the Bunnymen, який вийшов 10 квітня 1981 року.

## Композиції
1. Crocodiles – 5:06
2. Zimbo – 3:32
3. All That Jazz – 2:52
4. Over the Wall – 5:29

## Учасники запису
- Іен Маккаллох — вокал, гітара
- Уїлл Сарджент — гітара
- Лес Паттінсон — бас гітара
- Піт де Фрейтас — ударні